# Juan Cruz Ruiz de Cabañas
Juan Cruz Ruiz de Cabañas y Crespo  (Espronceda, Navarra, España, 3 de mayo de 1752 - Estancia, Nochistlan, Zacatecas, México, 28 de noviembre de 1824) fue un sacerdote católico y doctor en teología nacido en España y avecindado en América.

## Sacerdocio y docencia
Sus padres fueron Tomás Ruiz de Cabañas y Hernández y Manuela Crespo y Desoxo. Obtuvo el doctorado en teología en la Universidad de Alcalá. Poco después de ordenarse sacerdote se dedicó a la enseñanza. Fue rector del Mayor y Viejo Colegio de San Bartolomé y del Seminario de Salamanca. El rey Carlos IV promovió su episcopado.

## Obispo
El 12 de septiembre de 1794 fue designado obispo de la diócesis de León (Guatemala) por el papa Pio VI, fue consagrado el 19 de abril de 1795. Sin embargo, no llegó a ejercer el cargo debido a que el 18 de diciembre de 1795, antes de viajar hacia América, se le reasignó la diócesis de Guadalajara (Nueva Galicia). Tras realizar su viaje, tomó posesión de su mitra el 19 de julio de 1796.
Una vez instalado en la Catedral de Guadalajara comenzó su labor por la educación fundando varias escuelas en su diócesis. Su preocupación y su labor para ayudar a los pobres quedó reflejada con la creación y construcción de la Casa de Caridad y Misericordia de la Ciudad de Guadalajara, hoy conocida como Hospicio Cabañas, cuya finalidad era funcionar como un taller de aprendizaje albergando a la vez huérfanos, ancianos y desamparados. Si bien en 1767 existía el antecedente de un Hospicio de Pobres, fueron las diligencias del obispo las que darían inicio a la construcción de este establecimiento. En 1803 encargó al arquitecto Manuel Tolsá la elaboración de los planos y en 1804 la construcción a José Gutiérrez. Simpatizó con la Compañía de Jesús, sin embargo dadas las circunstancias imperantes en España y en la Nueva España, no pudo conseguir el restablecimiento de la orden en Guadalajara.

## Independencia de México
Durante su episcopado se desarrolló la guerra de la independencia de México.  Cuando Miguel Hidalgo y Costilla inició la independencia mediante el grito de Dolores y los insurgentes realizaron la sangrienta toma de la Alhóndiga de Granaditas, no dudó en sumarse a la postura tomada por los obispos Manuel Abad y Queipo y Francisco Javier de Lizana excomulgando a Hidalgo.
El 23 de noviembre de 1811 —al encontrarse en las cercanías de Querétaro— el obispo estuvo a punto de ser capturado cuando el convoy en el que viajaba fue asaltado por los insurgentes comandados por Julián Villagrán, Francisco el Chito Villagrán y el sacerdote José María Correa. Sin embargo, gracias a la intervención de Correa se le permitió escapar, pues este se opuso firmemente a que los rebeldes continuaran la persecución del lujoso carruaje.
En 1821 apoyó económicamente la campaña de Agustín de Iturbide iniciada mediante la proclamación del Plan de Iguala, la cual daría como resultado la consumación de la Independencia de México. El 21 de julio de 1822, durante una misa celebrada por tres obispos en la Catedral Metropolitana de la Ciudad de México, coronó a Iturbide como emperador de México exclamando: “¡Vivat Imperator in aeternum!, ¡vivan el emperador y la emperatriz!”.

## Otras obras
Además del hospicio, fue benefactor de otras obras en Guadalajara, entre ellas la Basílica de San Felipe Neri, el Sagrario Metropolitano, la Basílica de Zapopan, el Seminario Conciliar y la parroquia y colegios de Teocaltiche, lugar muy cercano al pequeño municipio donde falleció el 28 de noviembre de 1824, La Estancia que después de la independencia pasó a pertenecer a Nochistlán de Mejía, lugar donde también escribe su testamento y en el autoriza que parte de sus restos mortuorios sean guardados en el mismo municipio, su corazón en un santuario del pueblo vecino Mexticacán de los últimos que había visitado y otras partes de sus restos en diferentes lugares de Guadalajara.